# The Outrunners
 (juillet 2025).
Ne doit pas être confondu avec OutRunners.
The Outrunners est une équipe de catcheurs Face composée de Truth Magnum et Turbo Floyd. Le duo travaille actuellement à la All Elite Wrestling. 

## Histoire

### All Elite Wrestling (2021-...)
Le 8 septembre 2021 à AEW Dark: Elevation, ils font leurs débuts à la All Elite Wrestling, disputent leur premier match, mais perdent face à The Butcher et The Blade. 
Le 9 août 2023 à Rampage, ils font leurs débuts dans un show télévisé, disputent leur premier match, mais perdent face à Aussie Open (Kyle Fletcher et Mark Davis).
Le 23 septembre 2024, ils signent officiellement avec la compagnie et la Ring of Honor. 
Le 23 novembre à Full Gear, ils ne remportent pas les titres mondiaux par équipes, battus par Private Party dans un 4-Way Tag Team match qui inclut également Kings of the Black Throne (Malakai Black et Brody King) et The Acclaimed (Anthony Bowens et Max Caster). Le 28 décembre lors du pré-show à Worlds End, Top Flight (Darius et Dante Martin) et eux perdent face à CRU (Action Andretti et Lio Rush) et Murder Machines (Brian Cage et Lance Archer dans un 8-Man Tag Team match. 
Le 9 mars 2025 à Revolution, ils ne remportent pas les titres mondiaux par équipes, battus par The Hurt Syndicate (Bobby Lashley et Shelton Benjamin).
Le 12 juillet lors du pré-show à All In, ils perdent face à FTR (Cash Wheeler et Dax Harwood).